# Acidithiobacillus ferridurans
Espèce
Acidithiobacillus ferridurans est une espèce de bactérie à Gram négatif du genre Acidithiobacillus de la famille Acidithiobacillaceae et incluse dans les Pseudomonadota. C'est une bactérie capable d'oxyder le fer.

## Taxonomie
Le nom correct complet (avec auteur) de ce taxon est Acidithiobacillus ferridurans Hedrich & Johnson 2013.

### Étymologie
Le genre Acidithiobacillus a été nommé ainsi d'après les caractéristiques qui lui sont propres. L'étymologie de l'espèce Acidithiobacillus ferridurans est la suivante : fer.ri.du’rans L. neut. n. ferrum, fer; L. pres. part. durans, résistant; N.L. part. adj. ferridurans, résistant au fer,.

### Historique
Cette espèce décrite en 2013 a permis de classer douze souches de bactéries du genre Acidithiobacillus. Ce sont des bactéries  chimiolithotrophes obligatoires, acidophiles et mésophiles. Comme les autres bactéries du même genre, elle fait partie de la classe des Acidithiobacillia créée en 2013.